# Planina džbánů
Planina džbánů (laosky ທົ່ງໄຫຫີນ, anglicky Plain of Jars) je oblast v severním Laosu nedaleko města Phonsavan. Krajina je zde poseta asi pěti tisíci kamenných nádob, vysokých od jednoho do tří metrů a vážících až šest tun. Megality jsou pokryty reliéfy a jejich stáří se odhaduje na zhruba dva tisíce let. Jejich účel není jasný, podle některých teorií sloužily k lapání dešťové vody, jako pohřební urny nebo sýpky na rýži.[zdroj?]
V šedesátých letech byla planina terčem amerického bombardování, množství nevybuchlé munice komplikuje výzkum lokality a odrazuje návštěvníky.[zdroj?] Tři největší z několika desítek polí, kde se nacházejí kamenné džbány, byly od munice vyčištěny. Na nalezišti číslo jedna známém jako Thong Hai Hin, kde je nejvíce džbánů pohromadě, přibližně 250, leží i ten největší, šestitunový kolos vysoký zhruba tři metry. Podle pověsti z tohoto džbánu popíjel král Khun Jüam, když ze země vyhnal nepřátele z jižní Číny.
Celá oblast byla 6. července 2019 na zasedání v Baku zapsána na seznam světového kulturního dědictví UNESCO.

## Fotogalerie

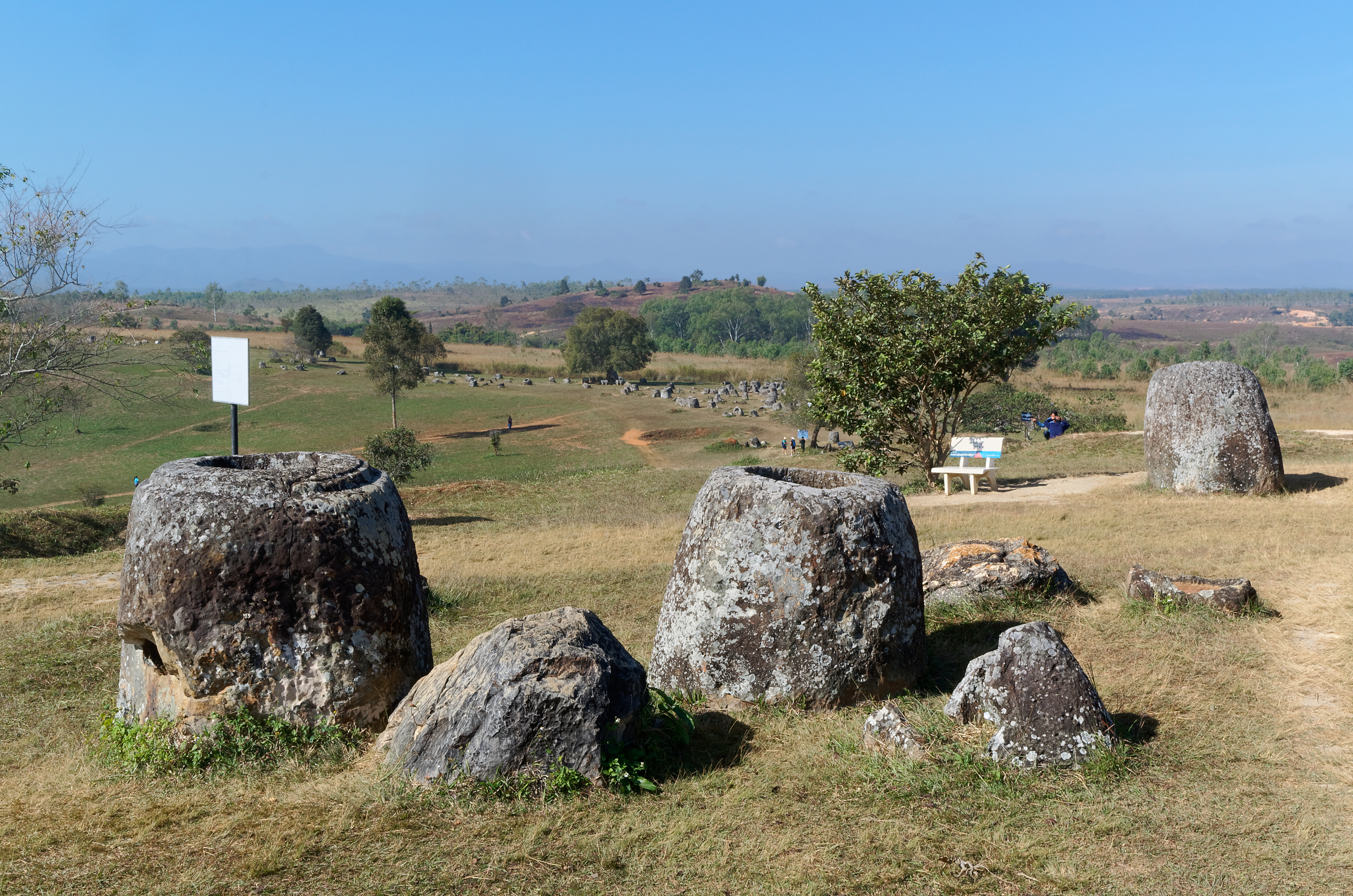
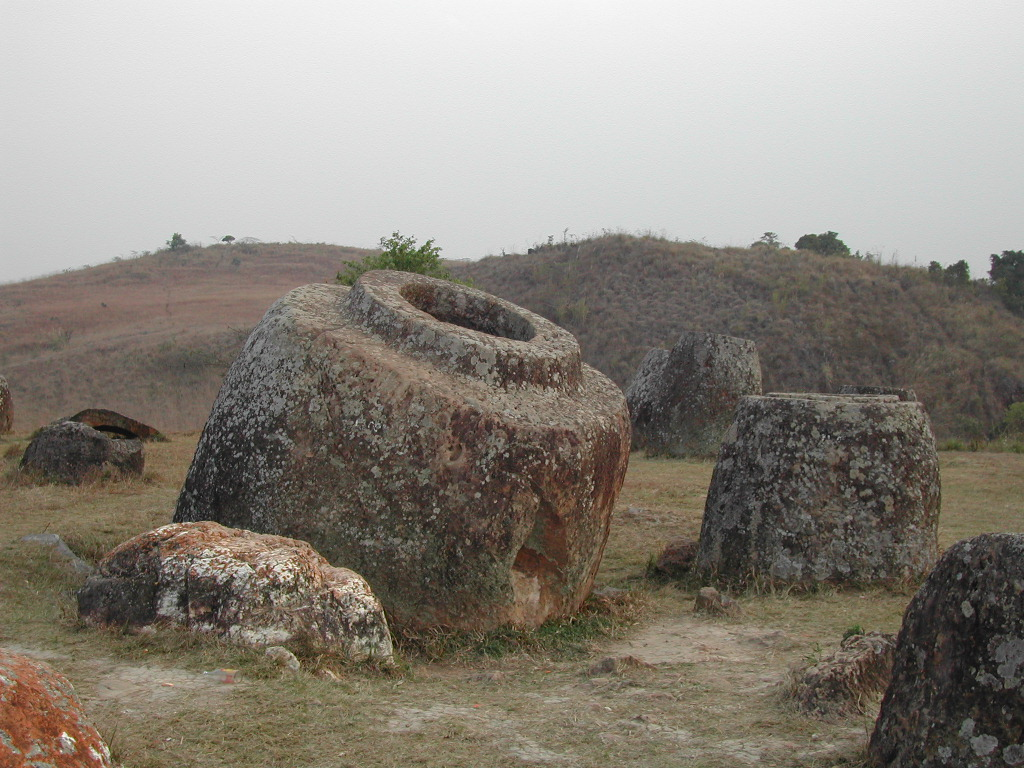
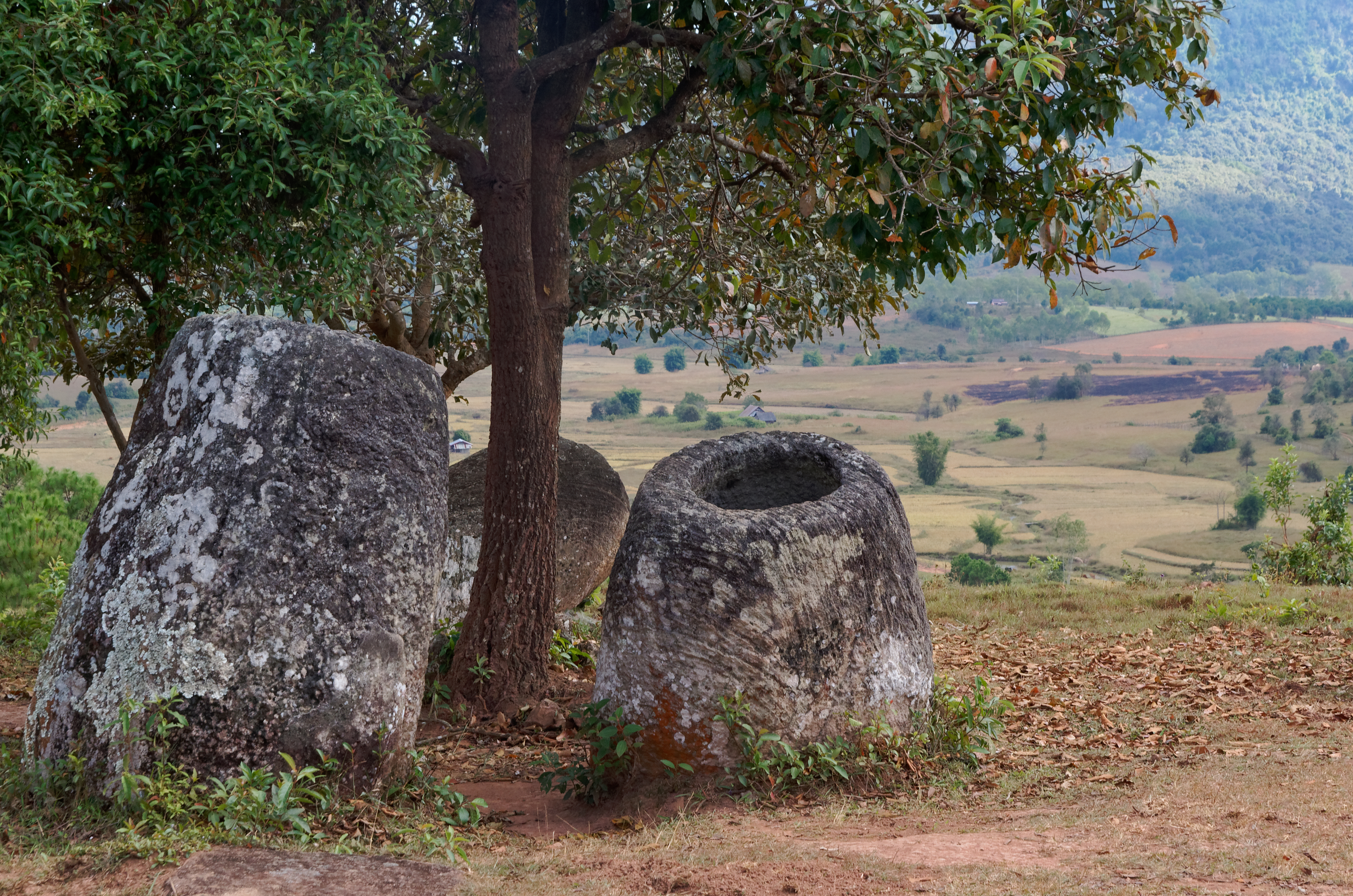
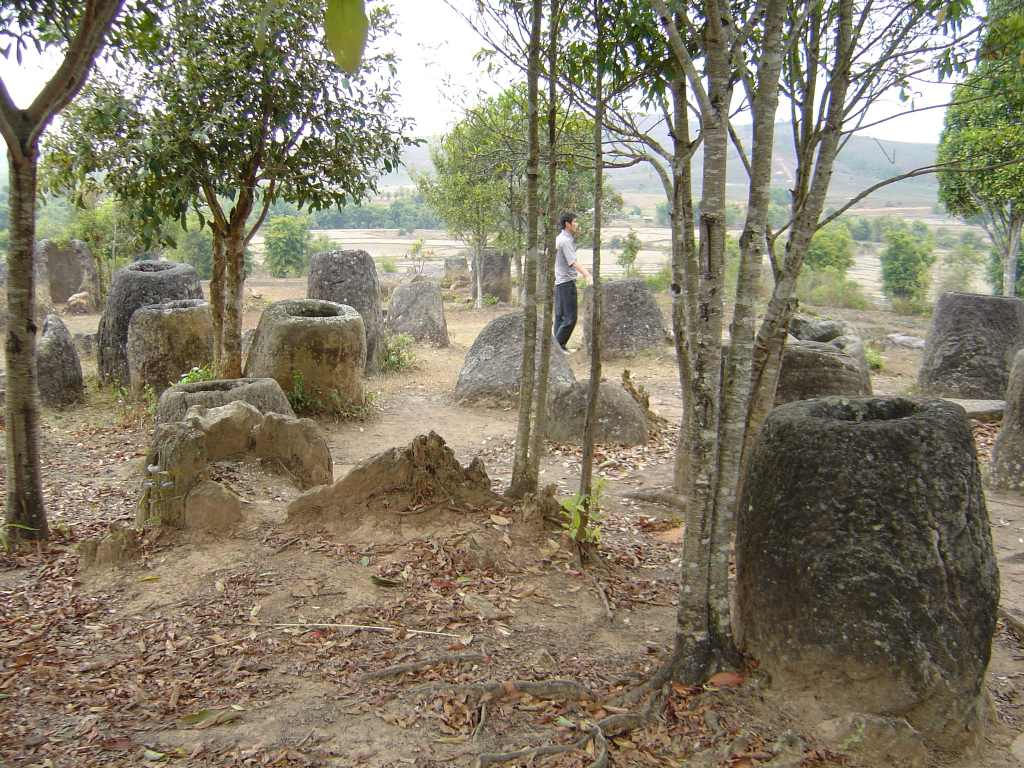